# روبين كوبر
روبين كوبر (بالإنجليزية: Robyn Cooper) هي لاعبة الاسكواش أسترالية، ولدت في 16 يناير 1972 في بريزبان في أستراليا.

## وصلات خارجية
- روبين كوبر على موقع SquashInfo.com (الإنجليزية)
- روبين كوبر على موقع اتحاد ألعاب الكومنولث (مؤرشف) (الإنجليزية)